# Шанс на кохання (телесеріал)
«Шанс на кохання» (рос. «Шанс на любовь») — український телесеріал, створений кінокомпанією «1+1 продакшн» та режисером-постановником Олександром Тименком. Прем'єра відбулася на телеканалі «1+1» 13 травня 2018 року. Головні ролі в серіалі зіграли молода українська актриса Дарина Єгоркіна, а також латвійські актори Юлія Бернгардт, Дайніс Грубе і Павло Грішковс. Повторні покази з повним українським дубляжем транслювався на телеканалі «1+1 Україна».

## Сюжет
Головна героїня телесеріалу — непримітна, але талановита дівчина Оля, яка працює перекладачкою в шлюбному агентстві «Шанс». Вона допомагає знайти щастя іншим, не встигаючи при цьому влаштувати своє особисте життя. Тому, Ольга навіть вирішує звільнитися, але наостанок за дорученням Анжели, чергової клієнтки агентства, вступає в переписку з молодим англійцем Генрі.
Згодом головна героїня розуміє, що закохана в людину, яка і не здогадується про її існування. На щастя, красуні Анжелі абсолютно не даються іноземні мови. За порадою свого друга Марка, Генрі поспішає до Києва, щоб познайомитися з українкою. Він помічає, як все більше і більше захоплюється непримітною перекладачкою з агентства, якій в боротьбі за кохання належить врятувати сімейний бізнес Генрі і розкрити підступний задум Марка та Анжели.

## Сценарій
Саме цей сценарій, за яким знято телесеріал, переміг у проекті «Пітчинг ідей», що шукає оригінальні рішення для телебачення серед незалежних авторів. Автор ідеї — Юлія Троян.

## У ролях
- Дарина Єгоркіна — Анжела (авантюристка) — головна роль
- Юлія Бернгардт — Ольга
- Дайніс Грубе — Генрі Чумаченко, британський аристократ
- Павло Гришков — Марк, товариш Генрі, керуючий фірмою
- Станіслав Бжезинський — Борис, брат Ольги
- Олександр Катунін — Степанич, директор агрокомплексу
- Наталя Дахно
- Юлія Боднар
- Наталія Вовченко
- Андрій Кронглевський — Гриша, бригадир агрокомплексу
- Мирослава Філіпович — Христина, власниця шлюбного агентства
- Арам Арзуманян — Ашот, власник магазину
- Григорій Боковенко — лікар
- Володимир Гладкий — Бідон

## Український дубляж
Українською мовою серіал дубльовано студією «1+1» у 2023 році. Ролі дублювали: Євген Пашин, Максим Кондратюк, Дмитро Завадський, Михайло Кришталь, Павло Скороходько, Дмитро Терещук, Роман Чорний, Андрій Альохін, Денис Жупник, Дмитро Рассказов-Тварковський, Володимир Гурін, Ірина Дорошенко, Лідія Муращенко, Наталя Романько-Кисельова, Катерина Брайковська, Аліса Гур'єва, Вікторія Москаленко, Анна Павленко.